# Джемаил Таири
Джемаил Таири (на албански: Xhemail Tairi) е югославски партизанин и деец на комунистическата съпротива във Вардарска Македония.

## Биография
Роден е през 1924 година в град Струга. През 1943 година влиза в комунистическата съпротива във Вардарска Македония. По това време е политически комисар на чета, а след това и заместник-политически комисар на батальон. След Втората световна война се уволнява като запасен капитан от ЮНА. След това влиза в политиката като става секретар на Общинския комитет на МКП в Струга. Бил е народен представител в Републиканския събор на Народното събрание на Социалистическа република Македония, както и член на Главния комитет на Социалистическия съюз на работническия народ на Македония.